# Свети Ахил (остров)
Вижте пояснителната страница за други значения на Ахил.
Свети Ахил или понякога Ахил или Градище (на гръцки: Άγιος Αχίλλειος, Агиос Ахилиос) е остров в Република Гърция, дем Преспа, област Западна Македония.

## География
Островът е разположен в Малото Преспанско езеро и е свързан с брега с понтонен мост. Отдалечен е на 50 километра западно от град Лерин (Флорина), намира се на границата между Гърция и Албания. На острова е разположено едноименното село.

## История
На остров Свети Ахил са развалините на средновековния български град Преспа с базиликата „Свети Ахил“, в която в 1965 година Николаос Муцопулос открива погребението на цар Самуил.
Базиликата „Свети Ахил“ е в североизточната част на острова. Северно от нея е средновековната църква „Свети Георги“ от XV век, гробищна църква на село Ахил, разположена в северозападната част на острова. На юг от селото са останките на базиликата „Свети Апостоли“ от XI - XII век. В южната част на острова е храмът „Свети Димитър“ от XIV век, а в югоизточната му част, на хълма Калето, е разположена църквата „Света Богородица Порфирна“ от средата на XVI век.